# Tim Hölscher
Tim Hölscher (Gronau, 21 februari 1995) is een Duits voetballer die voornamelijk als aanvallende middenvelder speelt. Hij maakte in 2012 op 17-jarige leeftijd zijn debuut voor FC Twente, maar een echte doorbraak bleef vervolgens uit. Vanaf 2017 speelde hij voor Go Ahead Eagles, Esbjerg fB, opnieuw FC Twente en TOP Oss. In 2022 sloot hij zijn professionele loopbaan af bij FC Dordrecht, sindsdien komt hij uit voor ploegen op Duits amateurniveau.

## Clubloopbaan
Hölscher speelde in de jeugd van SG Gronau en FC Schalke 04 voordat hij in 2009 in de jeugdopleiding van FC Twente terechtkwam. In 2011 tekende hij een opleidingscontract bij de club. Op 12 juli 2012 debuteerde hij in het eerste elftal in de UEFA Europa League. Niet veel later, op 24 juli 2012, tekende Hölscher een nieuw contract bij de club. Ditmaal verbond hij zich tot medio 2015 aan de club. Tevens maakte hij de stap van de A-junioren naar Jong FC Twente. In het seizoen 2012/13 kwam Hölscher echter al tot achttien officiële wedstrijden voor het eerste van FC Twente. Op 10 mei 2013 tekende hij een contract dat hem tot 2017 aan de Enschedese club verbindt.
In het seizoen 2013/14 speelde hij voornamelijk voor Jong FC Twente, dat dat jaar voor het eerst uitkwam in de Eerste divisie. In het begin van het seizoen 2014/15 zat hij bij de selectie van het eerste elftal, maar vanwege een gebrek aan uitzicht op speeltijd werd hij eind augustus 2014 voor een jaar verhuurd aan Chemnitzer FC, op dat moment spelend in de 3. Liga. Na drie invalbeurten haalde FC Twente hem in januari 2015 vervroegd terug. De rest van het seizoen speelde hij in Jong FC Twente. Vanaf seizoen 2015/16 maakte hij deel uit van de eerste selectie van FC Twente. Bij wedstrijden was hij meestal reserve of invaller. Zijn contract werd in deze periode verlengd tot 2019.
In seizoen 2016/17 kwam hij weinig tot spelen voor FC Twente en speelde hij voornamelijk voor Jong FC Twente. In mei 2017 werd zijn contract ontbonden en tekende hij een tweejarig contract bij het naar de Eerste divisie gedegradeerde Go Ahead Eagles. Op 19 januari 2018 werd zijn contract bij de Deventer formatie ontbonden. Hölscher tekende vervolgens een contract voor een half jaar, met een optie voor nog een jaar, bij het Deense Esbjerg fB. In zestien wedstrijden voor deze club kwam hij vijf keer tot scoren. 
In de zomer van 2018 keerde hij terug bij FC Twente, dat inmiddels was gedegradeerd naar de Eerste divisie. Hölscher was aanvankelijk basisspeler, maar kwam door een blessure vanaf januari 2019 niet meer tot spelen. In zijn tweede seizoen kwam hij alleen enkele keren voor Jong FC Twente uit en in 2020 werd zijn contract niet verlengd. Hij trainde in januari 2021 mee met VfL Wolfsburg II en maakte vanaf februari 2021 het seizoen af bij TOP Oss. Hij kwam, mede door een hamstringblessure, tot vier invalbeurten bij deze ploeg. In juli 2021 tekende hij een contract bij FC Dordrecht. Een jaar later vertrok hij bij deze ploeg. 
Hölscher speelde in het seizoen 2022/23 voor Eintracht Nordhorn en komt sinds 2023 uit voor SG Benrath-Hassels uit Düsseldorf, op het zevende Duitse niveau (Bezirksliga Niederrhein).

## Interlandcarrière
Hölscher kwam in 2012 en 2013 in totaal vier keer uit voor het Duits voetbalelftal onder 18.

## Clubstatistieken
| Seizoen | Club            | Competitie     | Competitie | Competitie | Beker | Beker | Europees | Europees | Overig | Overig | Totaal | Totaal |
| Seizoen | Club            | Competitie     | Wed.       | Dlp.       | Wed.  | Dlp.  | Wed.     | Dlp.     | Wed.   | Dlp.   | Wed.   | Dlp.   |
| ------- | --------------- | -------------- | ---------- | ---------- | ----- | ----- | -------- | -------- | ------ | ------ | ------ | ------ |
| 2012/13 | FC Twente       | Eredivisie     | 12         | 0          | 0     | 0     | 2        | 0        | 4      | 0      | 18     | 0      |
| 2013/14 | FC Twente       | Eredivisie     | 1          | 0          | 0     | 0     | 0        | 0        | 0      | 0      | 1      | 0      |
| 2013/14 | Jong FC Twente  | Eerste divisie | 33         | 10         | 0     | 0     | 0        | 0        | 0      | 0      | 33     | 10     |
| 2014/15 | FC Twente       | Eredivisie     | 1          | 0          | 0     | 0     | 1        | 0        | 0      | 0      | 2      | 0      |
| 2014/15 | Jong FC Twente  | Eerste divisie | 15         | 2          | 0     | 0     | 0        | 0        | 0      | 0      | 15     | 2      |
| 2014/15 | Chemnitzer FC   | 3. Liga        | 3          | 0          | 0     | 0     | 0        | 0        | 0      | 0      | 3      | 0      |
| 2015/16 | FC Twente       | Eredivisie     | 17         | 0          | 0     | 0     | 0        | 0        | 0      | 0      | 17     | 0      |
| 2016/17 | FC Twente       | Eredivisie     | 5          | 0          | 0     | 0     | 0        | 0        | 0      | 0      | 5      | 0      |
| 2017/18 | Go Ahead Eagles | Eerste divisie | 12         | 0          | 2     | 0     | 0        | 0        | 0      | 0      | 14     | 0      |
| 2017/18 | Esbjerg fB      | 1. division    | 14         | 5          | 0     | 0     | 0        | 0        | 2      | 0      | 16     | 5      |
| 2018/19 | FC Twente       | Eerste divisie | 18         | 1          | 4     | 0     | 0        | 0        | 0      | 0      | 22     | 1      |
| 2019/20 | FC Twente       | Eredivisie     | 0          | 0          | 0     | 0     | 0        | 0        | 0      | 0      | 0      | 0      |
| 2020/21 | TOP Oss         | Eerste divisie | 4          | 0          | 0     | 0     | 0        | 0        | 0      | 0      | 4      | 0      |
| 2021/22 | FC Dordrecht    | Eerste divisie | 15         | 2          | 1     | 0     | 0        | 0        | 0      | 0      | 16     | 2      |
| Totaal  | Totaal          | Totaal         | 150        | 20         | 7     | 0     | 3        | 0        | 6      | 0      | 166    | 20     |

## Erelijst
- Kampioen Eerste divisie (met FC Twente): seizoen 2018/19